# Theodore Lyman
Theodore Lyman (ur. 23 listopada 1874 w Bostonie, zm. 11 października 1954 w Cambridge w stanie Massachusetts) – amerykański fizyk specjalizujący się w spektroskopii i fizyce fal elektromagnetycznych, profesor Harvard University (od 1917), przewodniczący American Physical Society (1921–22).

## Życiorys
Syn Theodore’a (1833–1897) hydrobiologa i kongresmena z Massachusetts.
Działalność naukowa Lymana koncentrowała się wokół zagadnienia spektroskopii w dalekim ultrafiolecie. Tematem jego pierwszych publikacji (lata 1900−1906) były dokładne pomiary długości linii widmowych w zakresie 122,8 nm–167,5 nm otrzymane z użyciem spektrometru próżniowego skonstruowanego w oparciu o siatkę dyfrakcyjną (konstrukcję taką zaproponował Lymanowi jego promotor, Wallace Clement Sabine). W kolejnych latach prowadził badania nad absorpcją promieni ultrafioletowych w ciałach stałych, a także nad udoskonaleniem technik spektroskopii (do 1917 przesunął granicę mierzalnego spektrum fal do 50 nm).
W 1914 Lyman ogłosił odkrycie pierwszych trzech linii z pierwszej serii widmowej wodoru, dziś nazwanej serią Lymana.
W latach 1917–1919 odbył służbę wojskową w Amerykańskim Korpusie Ekspedycyjnym we Francji. Od 1921 do 1926 kierował harwardzką katedrą Hollis Chair of Mathematics and Natural Philosophy. W latach 1910–1947 był także kierownikiem laboratorium Jefferson Physical Laboratory.
Zmarł 11 października 1954 w wieku 79 lat.